# Flora (nombre)
Flora es un nombre propio femenino de origen latino en su variante en español. Proviene de flos, «flor» en latín.

## Santoral
24 de noviembre: Santa Flora, mártir en Córdoba (siglo IX).